# 找朋友
《找朋友》是一首在华人地区广为传唱的儿歌。这首歌的歌词简单易记，旋律轻松欢快，有七声音阶，带有欧洲风味。在一九六七十年代，《找朋友》已经在中国广为流传。
《找朋友》据称源自匈牙利的《匈牙利集体舞》。1949年中华人民共和国代表团参加匈牙利的“第二届世界青年与学生联欢节”。当地的匈牙利姑娘们跳了一个民族舞蹈，并邀请外国朋友共舞。那首舞曲旋律明快，动作简洁，被中国代表团的成员们记住了。代表团成员们称之为《邀请舞》。代表团回国后汇报演出，表演了《邀请舞》。后来中国推广集体舞，当年去过匈牙利的人进一步推广这首舞曲。但歌词方面，因为语言不通，中国代表团在匈牙利没有记住它的歌词，中文歌词是回国后按照自己的理解写成的。
另有说法称，《找朋友》的歌词是由中国儿童艺术剧院的退休干部宋扬1950年单独创作的，歌曲则由她亲自改编。

## 使用
1997年12月，广东华视广告有限公司应内蒙古伊利集团之邀，开始为伊利冰淇淋创作电视广告。华视决定用儿歌《找朋友》为广告配乐，但是华视未能找到这首歌的作者。于是华视在报纸上公开刊登广告寻找儿歌《找朋友》的词曲作者。
2019年CCTV春节联欢晚会上，空军蓝天幼儿艺术团和东莞市长安镇中心幼儿园的小朋友们表演了《找朋友》。